# Rob Denmark
Rob Denmark (Reino Unido, 23 de noviembre de 1968) es un atleta británico retirado especializado en la prueba de 5000 m, en la que ha conseguido ser subcampeón europeo en 1994.

## Carrera deportiva
En el Campeonato Europeo de Atletismo de 1994 ganó la medalla de plata en los 5000 metros, corriéndolos en un tiempo de 13:37.50 segundos, llegando a meta tras el alemán Dieter Baumann y por delante del español Abel Antón (bronce con 13:38.02 s).